# Tecorrales
Tecorrales är en ort i Mexiko.   Den ligger i kommunen Olinalá och delstaten Guerrero, i den sydöstra delen av landet, 180 km söder om huvudstaden Mexico City. Tecorrales ligger 1 225 meter över havet och antalet invånare är 376.
Terrängen runt Tecorrales är kuperad. Runt Tecorrales är det ganska glesbefolkat, med 28 invånare per kvadratkilometer. Närmaste större samhälle är Huamuxtitlán, 14,1 km sydost om Tecorrales. I omgivningarna runt Tecorrales växer huvudsakligen savannskog.